# Tornade (torpilleur)
Le Tornade est un torpilleur de la marine nationale française de la classe Bourrasque construit par le chantier Dyle et Bacalan à Bordeaux le 25 avril 1923 et il est lancé le 13 mars 1925.

## Historique
Après la capitulation de la France en juin 1940, le Tornade sert dans la marine française fidèle au régime de Vichy. Il se trouve à Oran, en Algérie française, lorsque les Alliés envahissent l'Afrique du Nord française dans le cadre de l'opération Torch en novembre 1942. Au début de l'attaque britannique d'Oran, le torpilleur tente de rejoindre le large mais son étrave heurte les enrochements du fait d'épaisses fumées. Un compartiment fut inondé et l'équipage épontilla la cloison afin de réduire le troue. Il mettra plus d’une heure pour se dégager.
Il est coulé pendant les affrontements au large d'Oran le 8 novembre 1942, touché par plusieurs tirs du HMS Aurora à l'arrière, dont un dans la salle des machines. Quelques minutes après, le Tornade chavire à tribord et l'équipage abandonne le navire avant qu'il ne coule.

## Description

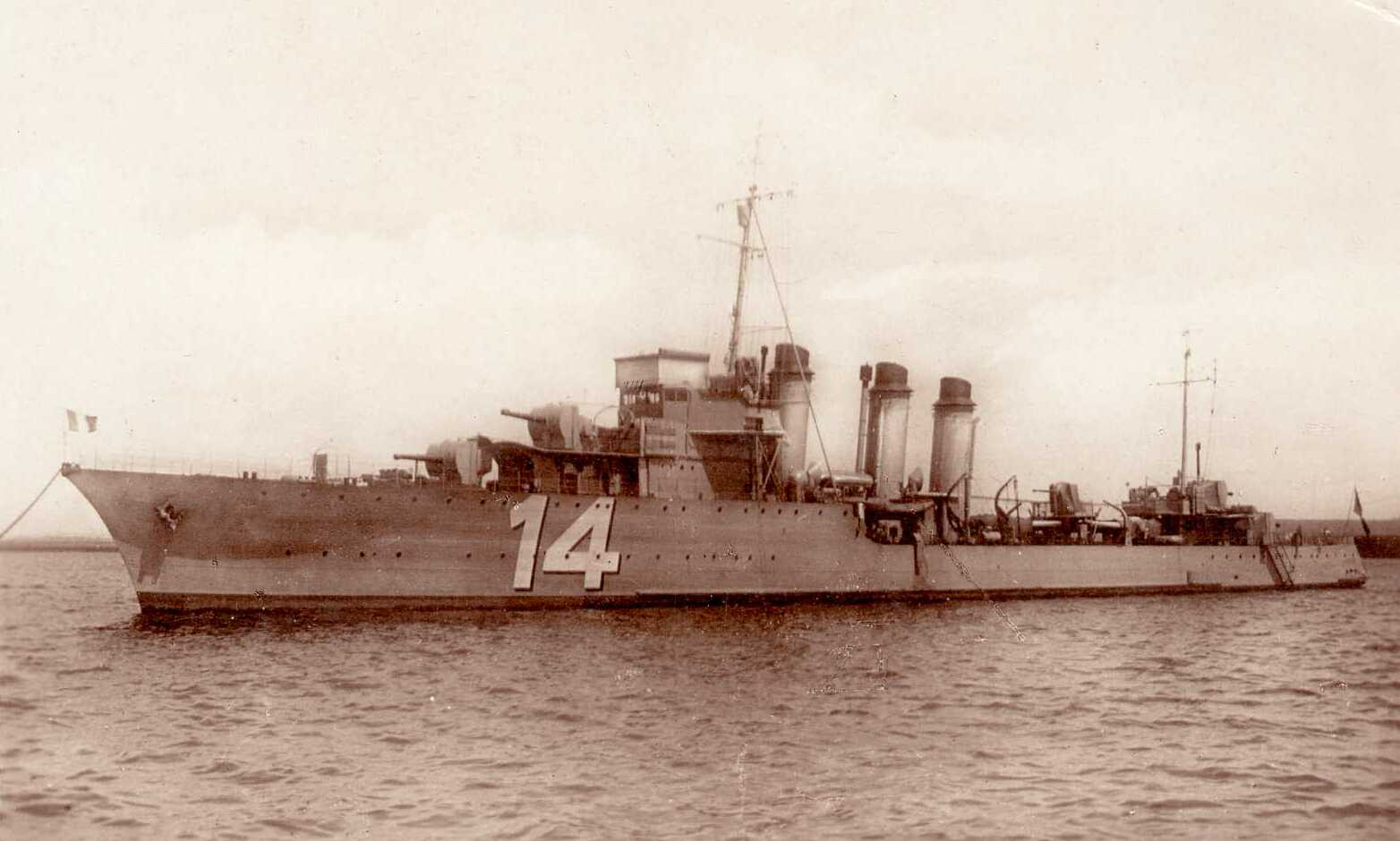
Navire de classe Bourrasque.

Le Tornade avait une longueur totale de 105,6 mètres, une largeur de 9,7 mètres et un tirant d'eau de 3,5 mètres. Les navires de cette classe étaient propulsés par deux turbines à vapeur à engrenage, chacune entraînant un arbre d'hélice.
Comme les autres navires de cette classe. L'armement principal des navires de la classe Bourrasque consistait en quatre canons de 130 mm modèle 1919 dans des affûts simples blindés, une paire de canons de surface à l'avant et à l'arrière de la superstructure. Leur armement antiaérien (AA) consistait en un seul canon de 75 mm modèle 1924. Ces navires portaient deux affûts triples de tubes lance-torpilles de 550 millimètres au milieu du navire. Une paire de goulottes à grenades sous-marines a été construite à l'arrière pour abriter un total de seize grenades sous-marines.